# Шапель, Аксель
Аксель Шапель (фр. Axel Chapelle, род. 24 апреля 1995, Коломб) — французский прыгун с шестом. Чемпион Франции в помещении 2019 года.

## Биография и карьера
Аксель начал заниматься прыжками с шестом в 10 лет. У него есть старший брат Тео, который также стал прыгуном с шестом.
Аксель дебютировал на международной арене в 2012 году. В 2014 году стал чемпионом мира среди юниоров. В 2016 году занял 4 место на чемпионате Франции. В 2017 году занял 6 место на чемпионате Европы, завоевал серебряную медаль на молодёжном чемпионате Европы, а затем принял участие в чемпионате мира в Лондоне.

## Основные результаты
| Год  | Соревнования                    | Место проведения          | Место  | Результат |
| ---- | ------------------------------- | ------------------------- | ------ | --------- |
| 2012 | Чемпионат мира среди юниоров    | Барселона, Испания        | 15 (q) | 5,05 м    |
| 2013 | Чемпионат Европы среди юниоров  | Риети, Италия             | 2      | 5,25 м    |
| 2014 | Чемпионат мира среди юниоров    | Юджин, США                | 1      | 5,55 м    |
| 2015 | Чемпионат Европы среди молодёжи | Таллин, Эстония           | 10     | 5,20 м    |
| 2017 | Чемпионат Европы в помещении    | Белград, Сербия           | 6      | 5,80 м    |
| 2017 | Чемпионат Европы среди молодёжи | Быдгощ, Польша            | 2      | 5,60 м    |
| 2017 | Чемпионат мира                  | Лондон, Великобритания    | 6      | 5,65 м    |
| 2018 | Чемпионат мира в помещении      | Бирмингем, Великобритания | 10     | 5,60 м    |
| 2018 | Чемпионат Европы                | Берлин, Германия          | 8      | 5,65 м    |
| 2019 | Чемпионат Европы в помещении    | Глазго, Великобритания    | 10 (q) | 5,50 м    |